# Бучум (комуна)
Бучум (рум. Bucium) — комуна у повіті Алба в Румунії. До складу комуни входять такі села (дані про населення за 2002 рік):
- Ізбіта (61 особа)
- Ізбічоара (15 осіб)
- Ангелешть (63 особи)
- Бучум (115 осіб) — адміністративний центр комуни
- Бучум-Сат (185 осіб)
- Бісерікань (30 осіб)
- Валя-Абрузел (122 особи)
- Валя-Албе (106 осіб)
- Валя-Негрілесій (84 особи)
- Валя-Поєній (48 осіб)
- Валя-Чербулуй (82 особи)
- Валя-Шесій (174 особи)
- Велень (15 осіб)
- Вилча (38 осіб)
- Гура-Ізбітей (20 осіб)
- Догерешть (15 осіб)
- Журкуєшть (8 осіб)
- Колешень (69 осіб)
- Лупулешть (38 осіб)
- Мегура (27 осіб)
- Мунтарі (3 особи)
- Петрень (6 осіб)
- Пояна (33 особи)
- Поєнь (141 особа)
- Стилнішоара (23 особи)
- Ферешть (37 осіб)
- Флорешть (25 осіб)
- Хелешть (31 особа)
- Чербу (121 особа)
- Чукулешть (57 осіб)

Комуна розташована на відстані 305 км на північний захід від Бухареста, 37 км на північний захід від Алба-Юлії, 65 км на південний захід від Клуж-Напоки.

## Населення
За даними перепису населення 2002 року у комуні проживали 1792 особи.
Національний склад населення комуни:
| Національність | Кількість осіб | Відсоток |
| -------------- | -------------- | -------- |
| румуни         | 1791           | 99,9%    |
| угорці         | 1              | 0,1%     |

Рідною мовою назвали:
| Мова      | Кількість осіб | Відсоток |
| --------- | -------------- | -------- |
| румунська | 1791           | 99,9%    |
| угорська  | 1              | 0,1%     |

Склад населення комуни за віросповіданням:
| Релігія            | Кількість осіб | Відсоток |
| ------------------ | -------------- | -------- |
| православні        | 1687           | 94,1%    |
| не релігійні       | 15             | 0,8%     |
| греко-католики     | 8              | 0,4%     |
| п'ятдесятники      | 7              | 0,4%     |
| адвентисти         | 6              | 0,3%     |
| баптисти           | 4              | 0,2%     |
| римо-католики      | 1              | 0,1%     |
| не вказали релігію | 1              | 0,1%     |